# Eumichthini
Los eumichinos (Eumichthini) son una  tribu de coleópteros polífagos crisomeloideos de la familia Cerambycidae.

## Géneros
Tiene los siguientes géneros:
- Eumichthus LeConte, 1873
- Poecilobrium Horn in LeConte & Horn, 1883